# Cameth Brin
Cameth Brin è una città del gioco di ruolo Girsa, che si ispira all'opera di Tolkien. Era la capitale amministrativa e residenza reale del regno di Rhudaur, uno dei tre regni nati dallo smembramento del regno di Arnor ad opera del principe Aldarion.
Era situata sulle rive del fiume Mitheithel e in origine era probabilmente un accampamento dell'esercito reale di Arnor.
Durante tutta la durata del regno la città fu l'unica in tutto il Rhudaur ad avere la maggioranza di abitanti Dunedain, che costituivano poco più della metà della popolazione.
La città fu più volte assediata dagli Uomini delle Colline, e distrutta definitivamente dopo un assedio delle forze di Angmar,che tuttavia mantennero il Rhudaur almeno formalmente come stato fantoccio.
I Dunedain del Rhudaur continuarono, dopo la sconfitta di Angmar, ad abitare nei pressi delle rovine della città e nei territori circostanti, chiamati L'Angolo.
Tra loro, nella Terza Era, circolava la leggenda di un tesoro molto ricco appartenuto al Re di Cardolan, perduto durante l'assedio del 1235, che sarebbe disperso nel Mitheithel nei pressi delle rovine di Cameth Brin.
Elrond stesso, ne Il Signore degli Anelli, descrisse quei territori come «tumuli verdi con bianche pietre in rovina corrose dal Tempo e dalla pioggia».